# Abadia de Lilbosch

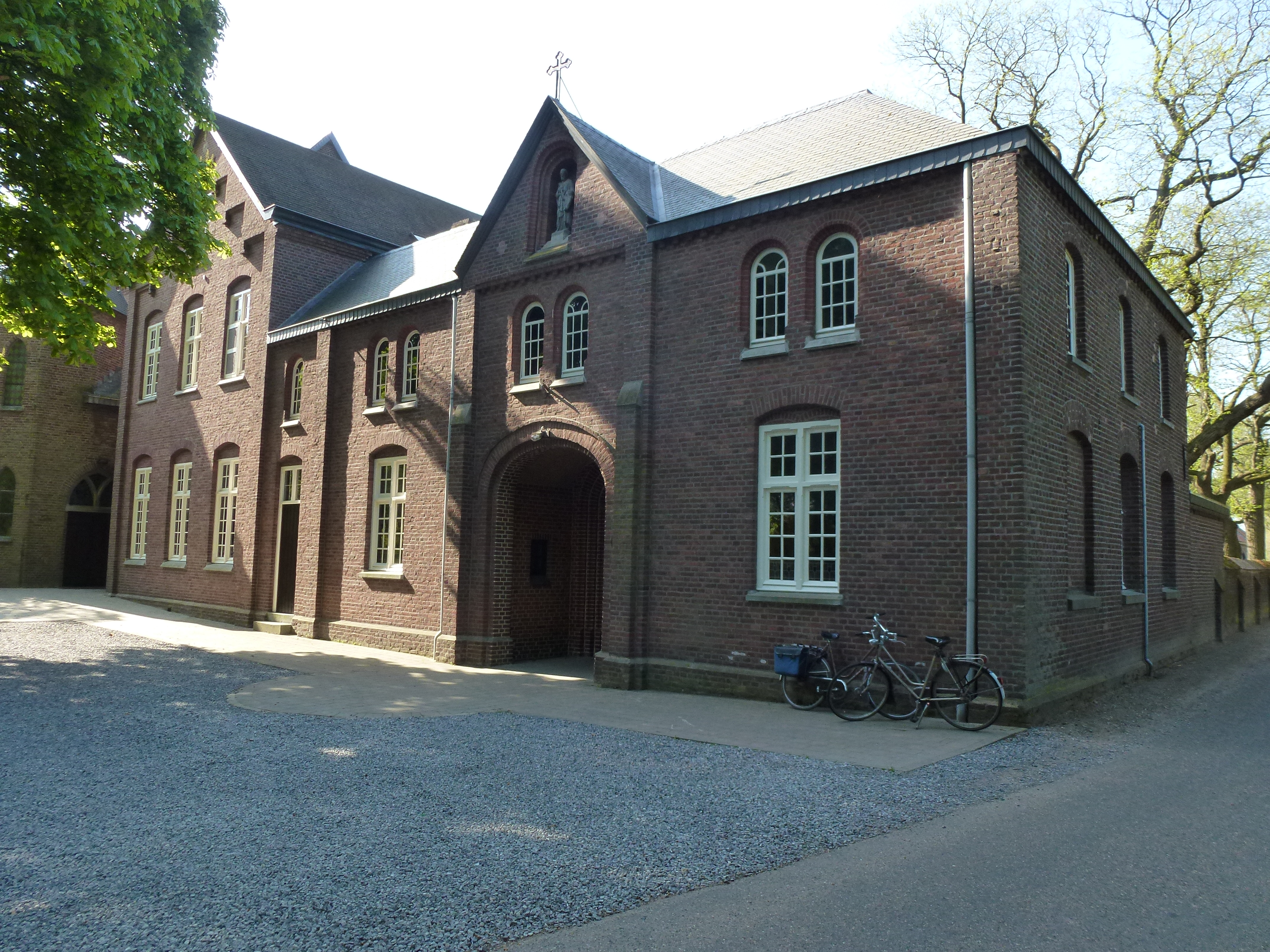
Entrada principal, com a ala de hóspedes à direita

Abadia de Lilbosch (em neerlandês:  Abdij Lilbosch) é um mosteiro dos trapistas (Cistercienses da Estrita Observância) fundado em 1883 e localizado em Lilboscherveld em Echt, Limburg, nos Países Baixos.
A abadia é em grande parte autossuficiente graças à sua própria fazenda, que tem uma área de 110 hectares e apóia não só o cultivo de safras, mas também a criação de porcos, criação de bezerros e apicultura. As técnicas de cultivo são orgânicas, tanto quanto possível. Além das terras agrícolas, a abadia tem outros 30 hectares ou mais de terras não cultivadas naturais.

## História
A Abadia de Lilbosch foi fundada a partir da Abadia de Achel, que na época recebia muitos candidatos para admissão. O terceiro abade de Achel, Dom Bernardus Maria van der Seyp, procurou então um novo local para expansão. A escolha recaiu sobre uma área de terreno pantanoso no distrito de Echt. O grupo fundador chegou em 1883. A nova fundação floresceu e, em 1912, Lilbosch foi elevada à categoria de abadia.
Lilbosch era dono de uma pousada construída em 1890, que agora é o restaurante Hof van Herstal.
A abadia tem uma capela em um bunker e um monumento de avião como memoriais à Segunda Guerra Mundial. Em setembro de 1942, um bombardeiro britânico Short Stirling caiu em um terreno pantanoso próximo. Escavações para recuperar os restos da tripulação, recuperar as peças sobreviventes do bombardeiro e, potencialmente, limpar munições não detonadas começaram em setembro de 2019.
Em 2003, outro mosteiro cisterciense próximo, a Abadia de Ulingsheide em Tegelen, tornou-se um anexo da Abadia de Lilbosch.
A igreja da Abadia de Lilbosch foi renovada em 2012-2013.

## Natura 2000
A abadia faz parte da área Natura 2000 "Abdij Lilbosch & voormalig Klooster Mariahoop" devido às colônias de morcegos.

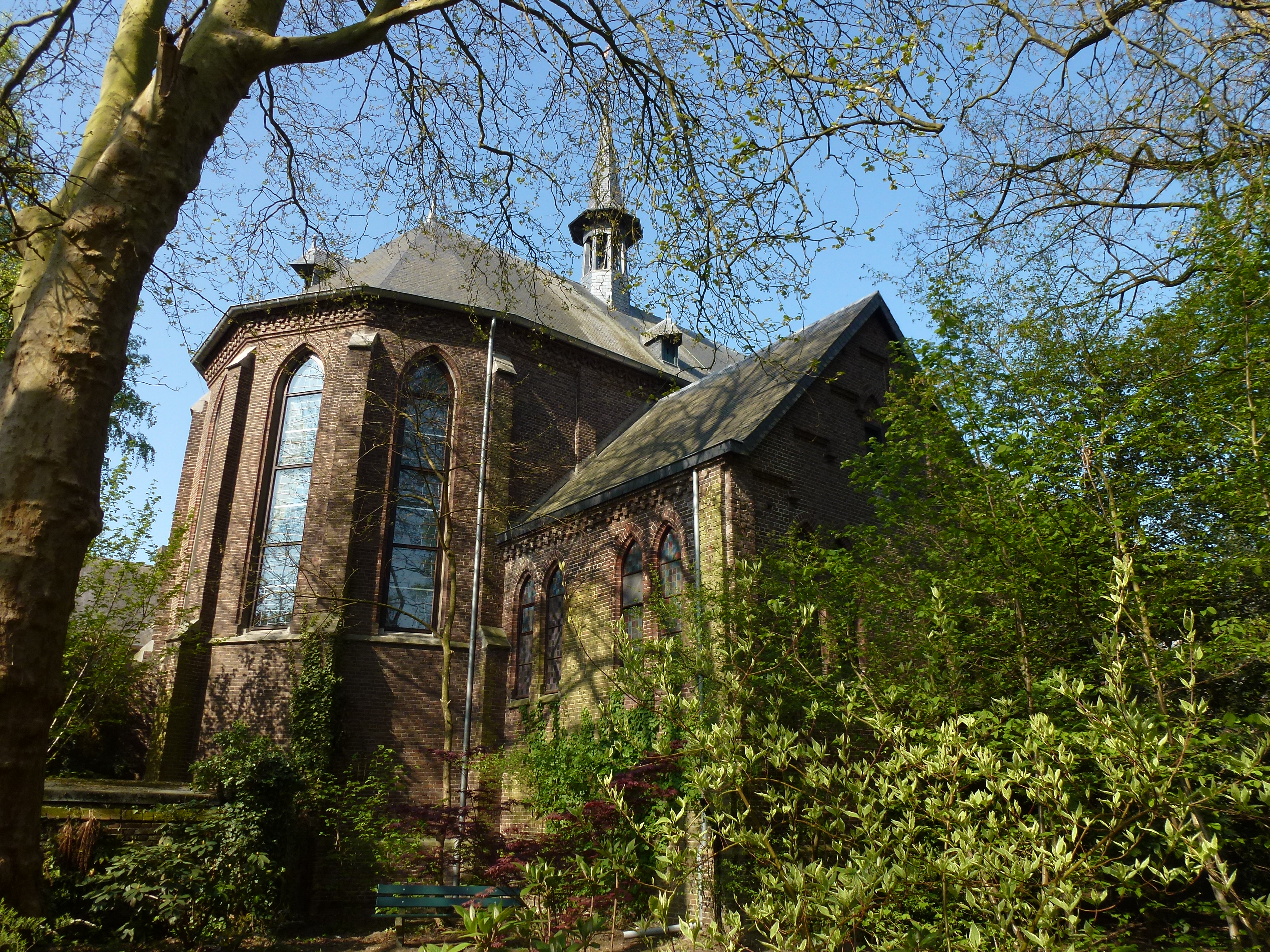
Igreja da abadia (coro de padres)
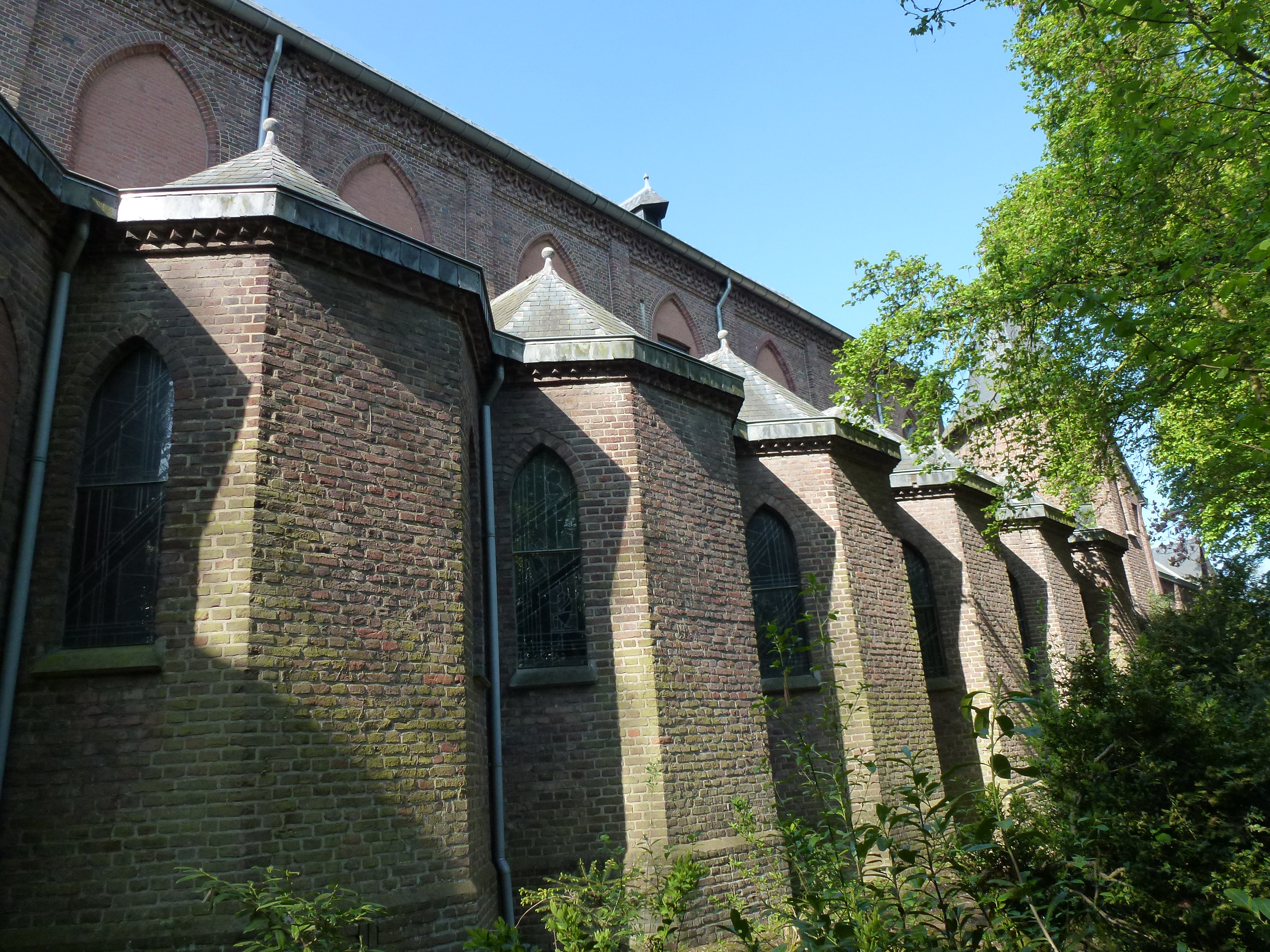
Igreja da abadia (capelas laterais)
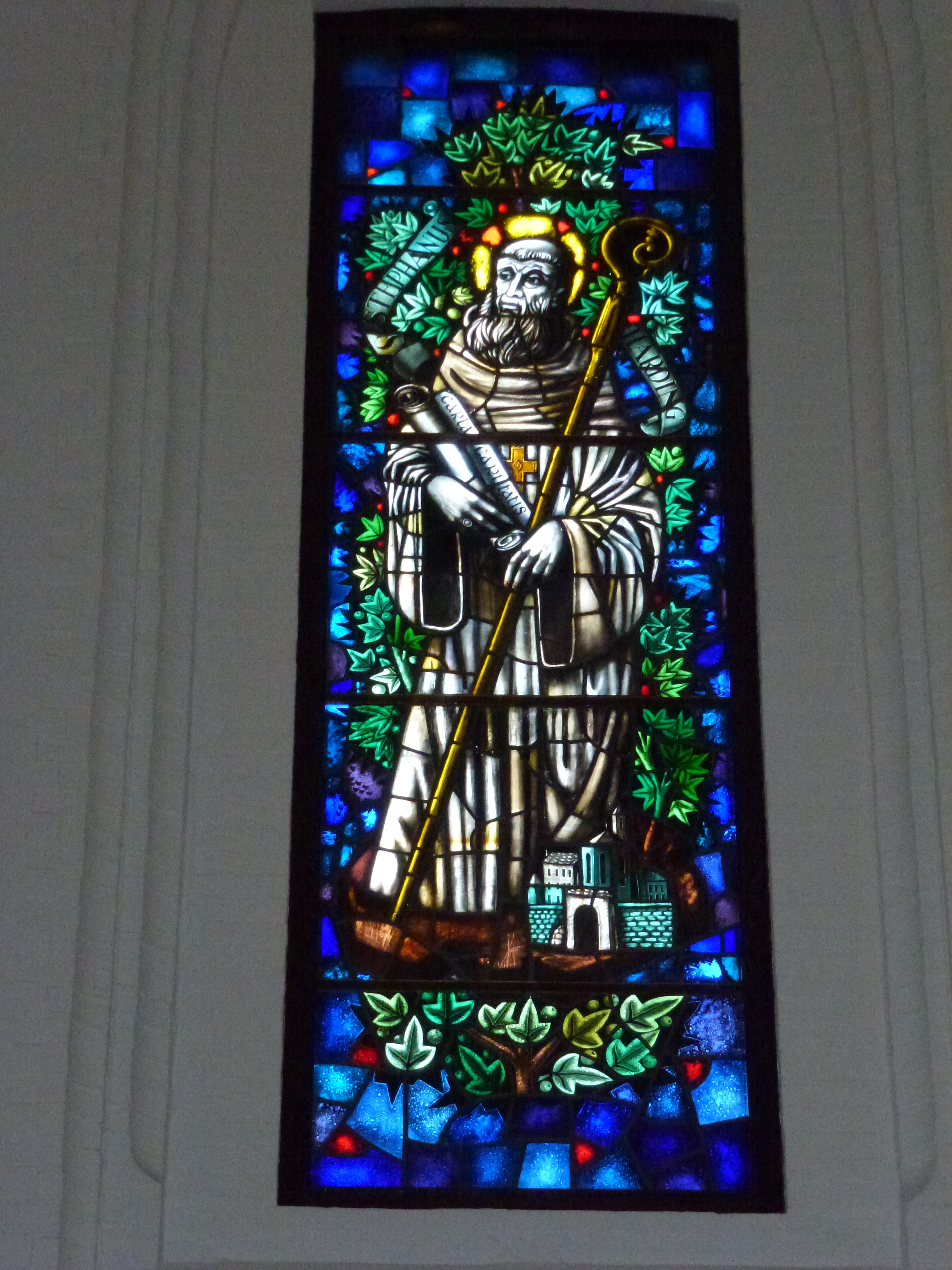
Igreja da abadia (vitral)
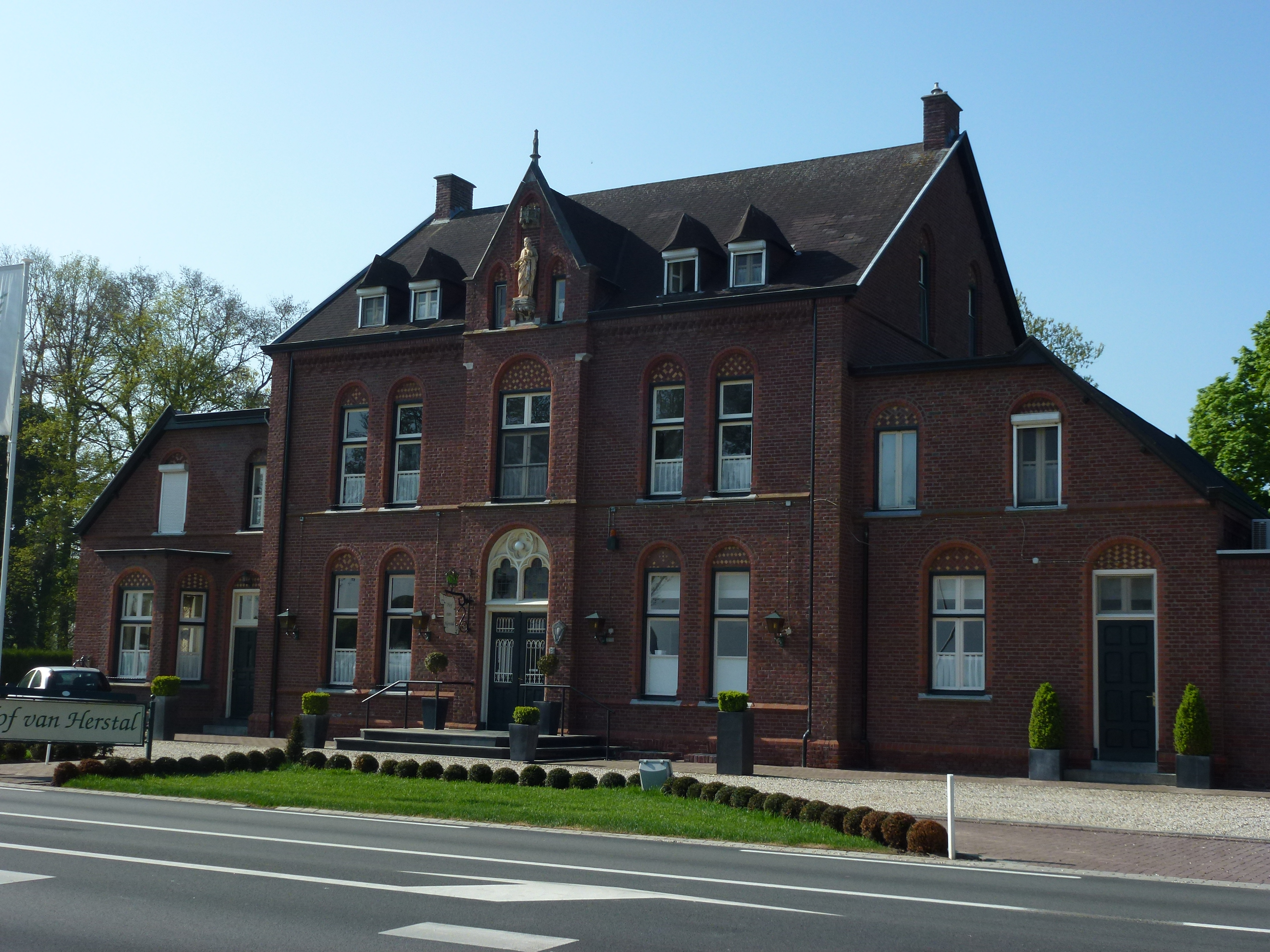
Hof van Herstal, a antiga pousada